# 水花
水花（すいか、suika）とは、日本の主に東京都内で活動するガールズユニットである。元リーダー兼プロデューサーのサツキにより結成され『多面的個性の集結』をテーマに、2020年8月7日より活動を行っている。

## 概説
リーダー兼プロデューサーであるサツキが水花以前の個人活動において自分の好きを通じてある程度やりたい事や夢が叶ったりして色々満たされ救われたりしたので今度は他の人と何かをしてみたい誰かを救いたいという想いと、女子好き・アイドル好きが高じてグループを結成するに至った。この点についてはライブのMCや他のイベントでも度々語られている。
水花の活動を通じて水花と関わってくれた人達を救いたいという想いから初期メンバー募集についても何か悩みを抱えながら生きていたりするような人物を中心に募集・人選している。
そうして集まったメンバーが長尾千尋、七瀬翔夏、九重りつでサツキを合わせ4人のメンバーがオリジナルメンバーとなる。水花が公に始動する直前に凛子が加入した。
集まったメンバーの中で長尾千尋についてはその募集要項から外れているような明るくストレートな性格の持ち主だが過去には重い悩みを抱えていた時期もあった事や個性的なメンバーを集める中でこういう（明るい）キャラクターも必要と考え採用を決定する際の一つの要素になったとサツキがラジオ番組で明かした。
2021年に凛子、七瀬翔夏が脱退、卒業したが2022年に新メンバーとしてのんが加入した。
のんは新メンバー募集以前よりサツキとは面識があった。水花加入以前はアイドルグループのもんしゅしゅのメンバーとしても活動していた。
2024年4月に新メンバーとしてるりが加入。
2024年9月に仕事とアイドル活動の両立が難しくなり、のんが卒業した。
2025年6月14日ににサツキがメンバー兼プロデューサーから卒業し、以後の水花はメンバーで運営して行くこととなった。
サツキ卒業と同日に新メンバーとしてリオンが加入したが本人より活動辞退の申し出があり2025年6月30日で脱退した。

### グループ名『水花』について
グループ名を決める際にメンバーでいくつか候補を出したがとても使えるような候補が出ず、1例を挙げると『アルティメット我々』というとても酷いネーミングセンスであったという。その為、公募でグループ名を募集し1000程度候補がある中から最終的に現在のグループ名『水花』となった。水に花というシンプルで画数の少ない文字で綺麗なネーミングの名前を採用した。

### グループのコンセプト『多面的個性の集結』について
サツキは人間を多面体と捉えていて複数の面がある事で人と人の間での感じ方が違ったり、面と面のギャップの強さを感じて世の中で生き辛さを感じるメンバーや周りの人たちが共鳴しあう事で大きな多面体として驚きを与えられるような存在になりたいという想いがある。
色々な「面」を表現していくことで一つの面でも多くの人に寄り添えたらと考えている。ただ固定的な定義はしておらずメンバーそれぞれで解釈が違うという。

### 楽曲について
水花始動以前からサツキと交流があったむらさきひろふみからの提供とサツキが好きなゲームの音楽を担当していてファンでもあったTatshにファン愛が溢れる長文メールに水花の資料を添えてオファーしたところ快諾してもらえたという。
むらさきひろふみ提供の楽曲では曲が先行で作られ、それに対してサツキが作詞とタイトル付けをするという工程で作られている。
- 『サマーシャワーの約束』については水花以前に作られた曲だが水花に合うのでは?ということで採用された。水花で使うにあたってはサックスパート追加等のアレンジが施されておりライブの時にはセリフパートや九重りつ(音源による)のパートがある。
- また、むらさきひろふみが過去に作成していた曲をサツキが気に入り水花の楽曲として提供してもらったものがある。『Super Alien』や『Amaryllis』がそれに該当する。

Tatsh提供の楽曲ではサツキがイメージやワード等を伝えてTatshが作曲、SisAが作詞を行っている。タイトル付けはサツキが担当。
- 『心の地下室』はサツキが七瀬翔夏に何か身になる事をさせてあげたいという想いから七瀬翔夏の好きな方向の楽曲となっており、途中で「ラップを入れたい」と七瀬翔夏の要望があり、ラップパートが入っている。これはライブ時のみ実演でCDや配信音源には収録されてれていない。七瀬翔夏卒業後はサツキと長尾千尋で分けてラップパートを担当し、言葉についてはそれぞれに沿ったものに置き換えている。
- 『サマーシャワーの約束』『ルールブルーの空』のサマーシャワーやルールブルーは色の名前で他の楽曲も含め検索のし易さ（他アーティスト等の既存曲となるべく名前が類似しない）を考慮してサツキが曲名を付けている。

## メンバー

### 現在のメンバー
| 名前                    | 愛称       | 担当色 | 役割                                    | 趣味・特技                      | 他の活動                     | 在籍年月日    | ステージデビュー日 | 誕生日  | 血液型 | 出身地 | 身長  | 備考                  |
| ----------------------- | ---------- | ------ | --------------------------------------- | ------------------------------- | ---------------------------- | ------------- | ------------------ | ------- | ------ | ------ | ----- | --------------------- |
| 長尾千尋 (ながおちひろ) | ちっひー   | 赤     | ダンスリーダー ダンス振付をメインで担当 | 空手、 ダンス、 バイク、 爬虫類 | 外神田メイド協会の活動に参加 | 2020年1月-    | 2020年9月27日      | 10月6日 | B型    | 大阪府 | 155cm | オリジナルメンバー    |
| るり                    | るりちゃん | 白     |                                         | ケーキカット                    |                              | 2024年3月3日- | 2024年4月7日       | 5月20日 | B型    | 福井県 |       | 2024年3月加入メンバー |

### 過去に在籍していたメンバー
- サツキ　　　      緑　　2020年1月-2025年6月14日（オリジナルメンバー）
- 九重りつ　　      水色　2020年1月-2020年7月　　（オリジナルメンバー）
- 七瀬翔夏　　      桃色　2020年1月-2021年10月2日（オリジナルメンバー）
- 凛子　　　　      紫　　2020年7月-2021年5月6日 （追加メンバー）
- のん　　　　      紫　　2022年3月3日-2024年9月8日 （追加メンバー）
- リオン　　　      紫　　2025年6月1日-2025年6月30日 （追加メンバー）

## 年譜

### 2019年
- 10月、サツキがTwitterにてグループメンバー募集を開始
- 11月、グループメンバーのオーディションを都内で実施

### 2020年
- 1月上旬、サツキとオーディションに合格した長尾千尋、九重りつ、七瀬翔夏が横浜で初顔合わせ
- 2月末〜、日本も新型コロナウィルス感染症の影響が出始め、後に緊急事態宣言も発動されしばらく活動が前に進まない状態が続いたが準備は進めていた
- 7月、追加メンバーとして凛子がグループに加入
- 7月、アーティスト写真の撮影、1stアルバムのレコーディングが始まる
- 7月、九重りつが事故に巻き込まれ他界[2]
- 8月7日、水花公式Twitterにて新規ユニット水花の活動開始を告知
- 8月12日、水花公式ホームページ開設を告知
- 8月31日、1stワンマンライブを12月12日に青山月見ル君想フで行う事を告知
- 9月12日、水花公式Youtubeチャンネル開設を告知
- 9月17日、9月27日にプレデビュー初ライブとしてイベントライブに参加する事を告知
- 9月27日、池袋 Live inn Rosaでのイベントライブ『GIRLS LIVE PARK Vol.90』にてステージデビューを果たす
- 10月25日、『最果ての雨』も収録されたTatshのアルバム『BLUE&RED』がイベントM3 (同人)にてリリースされた（水花の音源初CD化）
- 10月31日、水花公式Youtubeチャンネルにて『最果ての雨』のMVを公開
- 11月1日、新高円寺 loft xでのイベントライブ『アイドル第七世代』にて2番目の衣装を初御披露目
- 11月19日、2番目の衣装で撮った新アーティスト写真を公開
- 11月20日、水花公式Youtubeチャンネルにて1stアルバム『概念』の視聴動画およびジャケット絵が公開
- 11月21日、1stアルバム『概念』が各種音楽ダウンロード販売サイトにて先行配信開始
- 12月9日、1stワンマンライブで販売するグッズを告知　グッズのイラスト、デザイン等は七瀬翔夏が担当
- 12月12日、青山月見ル君想フで1stワンマンライブ『第一章・月花咲く処』を開催し正式デビューを果たす　同日3番目の衣装が初御披露目、1stアルバム『概念』のCD版もリリースされた
- 12月25日、ファンとの交流を目的とした muevo communityを開設

### 2021年
- 1月19日、サツキ、長尾千尋、七瀬翔夏が新型コロナウイルスに感染しこの時点で出演を予定していたライブを辞退
- 1月31日、長尾千尋、七瀬翔夏が新型コロナウィルスから回復し凛子と3人で活動再開
- 2月28日、渋谷 nagomix で行われたイベントライブ『See You on the Other Side 』にて3人構成の水花としてライブ復帰した
- 3月2日、コロナの影響もあり、想定していた活動ができそうにない為 muevo community の閉鎖を告知
- 3月16日、新型コロナウィルス感染後、複数の症状を併発させていたサツキが退院、退院後もしばらくの間は療養期間となった
- 3月31日、muevo community を閉鎖
- 4月8日、下北FMにて水花のレギュラーコーナー『水花、スイッチオフ』（毎月第二、第四木曜日）が開始
- 4月17日、サツキ退院後、2020年12月26日以来のフルメンバーで五反田G5のイベントライブ『iColony LIVE FLASH!3』に出演
- 5月6日、凛子が一身上の都合により脱退[3][4]と発表、以降サツキ、長尾千尋、七瀬翔夏の3人体制となる
- 5月30日、大塚Welcomebackにて『水花の地下室』を開催。全編生バンドにての演奏に加え、七瀬翔夏の成人式も行われた。
- 6月9日、ARスポーツのHADOアイドルウォーズ(Sec.20)[5]に長尾千尋、七瀬翔夏で初参戦するも7-14で初戦敗退、対戦した相手は民族ハッピー組
- 6月27日、新宿SAMURAIでのイベントライブ『クリームソーダFes with 鈴田ねこ～くりーむそーだの向こうがわ～』とのコラボグラスを期間限定販売　イラストは七瀬翔夏によるもの
- 8月7日、緊急事態宣言発動により予定していた七瀬翔夏の誕生日当日の生誕ライブが延期
- 9月19日、緊急事態宣言延期により予定していた七瀬翔夏の生誕ライブが再度延期
- 10月2日、七瀬翔夏が方向性の違いにより卒業[6][7]と発表、以降サツキ、長尾千尋の2人体制となる
- 10月17日、水花として初主催&初生誕ライブ『長尾千尋生誕祭2021』を開催
- 10月18日、水花公式Twitterにて新メンバー募集を告知
- 11月28日、ダウンロード音源として『サマーシャワーの約束/Super Alien』が各種音楽ダウンロード販売サイト及び各種サブスクリプションサービスにて配信開始
- 12月31日、新メンバー募集を終了

### 2022年
- 3月3日、新メンバーとして『のん』が加入[8]する事を発表
- 3月19日、のんが水花としてのステージデビュー&生誕ライブを開催　同日のんを加えたサマーシャワーの約束がVer2022.03.19として頒布された、以降サツキ、長尾千尋、のんの3人体制となる
- 3月22日、ARスポーツのHADOアイドルウォーズ(Sec.72)[9]に長尾千尋、のんで水花としては2回目の参戦 1回戦IDOLATERに9-8で勝利、決勝戦は2回優勝経験があるアフィシャナドゥと対戦し16-13のスコアで勝利し優勝を果たす
- 4月16日、水花主催レコ発記念ライブ「縁」にスペシャルゲストとして桃井はるこ他を迎えて開催、2ndアルバム『縁』をリリース、CDの他、各種音楽ダウンロード販売サイト及び各種サブスクリプションサービスにて同日配信開始
- 5月19日、サツキと長尾千尋がCVを一部担当したNintendo Switch用ソフト「焔龍聖拳シャオメイ」(株式会社ピクセル)がニンテンドーeショップで配信開始
- 6月19日、青山月見ル君想フで2ndワンマンライブ『第二章・夜明けに咲ク花』を開催、同日5番目の衣装が初御披露目された
- 7月23日、水花主催レコ発記念ライブ「暁月」（あかつき）を開催、1st EP『暁月』をリリース、CDの他、各種音楽ダウンロード販売サイト及び各種サブスクリプションサービスも同日配信開始
- 8月7日、水花主催二周年記念ライブを開催　前年はコロナの影響があり周年ライブを開催できなかった為、水花初の周年ライブとなった
- 8月23日、出演を予定していたライブ IDOL NEW WAVE presents 『NEW IDOLOOK vol.5 -SUMMER vacation SP-』 を辞退[注 4]
- 9月13日、水花公式通販サイトを開設
- 9月13日、長尾千尋がソロでダンスライブ SAMURAI×星紫穂 pre.『アイドル界のダンスィングクイーン集結せよ!』に出演し、ダンスとカバー曲を歌唱した
- 9月18日、生誕祭ライブ『さつきとサツキの誕生祭2022』を開催、サツキがさつき/サツキ名義での活動の中で初の生誕祭となった
- 9月24日、出演を予定していたライブ『Girls Clasp!!』の出演を辞退[注 5]
- 10月2日、生誕ライブ『長尾千尋生誕祭2021』を開催
- 10月8日、水花初遠征で石川県金沢にあるWhat's Upにて行われたライブイベント『GORRIRA FES 〜炎〜』に参加し1日で4ステージに出演した
- 10月16日、のんがソロで韓国の合井(ハプチョン)でのライブイベント『Lunar Stage!!13th STAGE - Earlybird Halloween vol.2 』に出演、水花の楽曲を歌唱した
- 10月30日、音楽の即売会イベントM3に出店し新譜として2nd EPとなる「特別編 第一」を頒布、CDの他、各種音楽ダウンロード販売サイト及び各種サブスクリプションサービスも同日配信開始
- 11月12日、ファッションショーのLes Clefs d’or Collection(レクレドールコレクション) Harajuku22AW[10]に水花としては初のモデル出演、ライブステージにも出演した
- 12月3日、水花と同じくセルフプロデュースのBiiitchesと2MANライブを開催し、両グループ全員参加のコラボステージも行った

### 2023年
- 2月26日、水花主催2.5周年記念ライブ『繋』を開催 現在アルバム制作中で複数の作曲者へ依頼しており、その中の1人が元ナムコの中潟憲雄である事を発表
- 3月19日、水花主催のん生誕ライブ『HAPPY WHITE NON DAY』を開催
- 4月20日、チバテレビの音楽番組「チアアップインディーズK」の「THE LIVE」のコーナーで2023/3/21収録ライブの映像が紹介された
- 9月4日、長尾千尋が足指骨折をX(旧Twitter)上で報告、水花としての活動に制限が掛かる
- 9月30日、水花主催サツキ生誕ライブ『わたしの愛する音楽祭』を開催。ライブ内で2024/1/20(土)にのんの故郷韓国ソウルでBiiitchesとの共同主催ライブ『B.S FES』を開催することを告知
- 10月19日、チバテレビの音楽番組「チアアップインディーズK」の「THE LIVE」のコーナーで2023/10/1収録ライブの映像が紹介された
- 10月28日、水花主催長尾千尋生誕ライブ『"SHOW TIME"』を開催
- 10月29日、音楽の即売会イベントM3に2回目の出店、新譜として3rd EPとなる「特別編 第二」を頒布
- 11月12日、長尾千尋の足指骨折が完治、2か月振りに水花のダンスパフォーマンスをフルで行った
- 11月14日、のんが右腕骨折をX(旧Twitter)上で報告、水花としての活動に制限が掛かる
- 12月20日、出演したライブ「ときわ台Cave 2023年大忘年会SP Day2」内で新メンバーを募集する事を告知
- 12月23日、新メンバー募集を開始、募集サイトを公開した

### 2024年
- 1月11日、令和6年能登半島地震被災者への支援を目的としたチャリティーTシャツの販売を開始した
- 1月20日、初の海外公演となるBiiitchesと共同主催ライブ『B.S FES』[11]を韓国ソウルのDGT art centerで開催した
- 2月10日、出演したライブのMC中に新メンバーお披露目日が4月7日に行う主催公演である事と、同日に新曲、新衣装をお披露目する事を発表した
- 3月3日、水花主催のん生誕ライブ『HAPPY USAGI NON DAY』を開催、水花スピンオフユニット『いかすい』のファーストシングルCD『すいか育ち』の頒布も開始した[注 6]
- 3月3日、新加入したメンバーが『るり』である事を発表、4/7のお披露目ライブまでに順次情報を公開と告知
- 4月7日、水花主催『SUIKA FES Vol.1&2 -RURI DEBUT LIVE-』を開催し新メンバーるりがお披露目となり翌月に生誕ライブを行う事を告知、新衣装と新曲『フィロソフィア』もお披露目となった
- 4月7日、サツキが2024年3月29日に会社「莎月事務所株式会社」を設立した事を報告、水花の運営などを会社として行っていくと発表した
- 4月28日、音楽の即売会イベントM3に3回目の出店、新譜として4th EPとなる「特別編 第三」を頒布（新メンバーるりの歌声が入った最初のCD）
- 5月25日、水花主催るり生誕祭『Lust for Life』を開催、MCの中で7月～11月の5ヶ月連続で主催公演を実施すると告知した
- 5月31日、水花公式Instagramアカウントを開設
- 6月8～9日、大阪へ初遠征し2日間で3テージに出演、MCの進行は通常リーダーのサツキが行うがこの遠征では大阪出身の長尾千尋が全て行った
- 7月7日、水花主催『SUIKA FES Vol.3 - LEGEND'S STAGE』を開催、入場特典として最新曲『フィロソフィア』をダウンロードカードの形で配布した
- 7月7日、8月3日開催予定の主催公演にて現体制でレコーディングしたベストアルバムを発売する事を告知した
- 7月19日、水花公式Youtubeチャンネルにて『サマーシャワーの約束』のMVを公開
- 7月31日、のんが体調不調の為、暫くの間休養する事になった
- 8月3日、水花主催『SUIKA FES Vol.4 -4th Anniversary-』を開催、現体制で既存曲を再レコーディングしたベストアルバム『総集編』をリリース、CDの他、各種音楽ダウンロード販売サイト及び各種サブスクリプションサービスも同日配信開始
- 8月19日、のんが9月8日出演予定のライブで卒業と水花公式Xアカウントにて告知した
- 8月20日、水花公式Youtubeチャンネルにて『Eternal Moon』のMVが公開された、楽曲にちなんだ形で同日のスーパームーンとなる午前3時26分にMVを公開した
- 9月8日、のんが卒業
- 9月15日、水花主催サツキ生誕ライブ『さつき会議復刊号』を開催
- 10月19日、水花主催長尾千尋生誕ライブ『Daydreaming』を開催
- 10月24日、新メンバー募集を開始、募集サイトを公開した[12]
- 11月30日、青山月見ル君想フで3rdワンマンライブ『哲学』を開催し水花の全曲を歌唱。新衣装も御披露目された
- 12月27日、長尾千尋、るりがインフルエンザウィルスに罹患・完全回復に至らない為、翌日の『水花の地下室 vol.2』を欠席する事を告知
- 12月28日、ときわ台Caveにて『水花の地下室 vol.2』を開催。全編生バンドの演奏にて水花の曲、カバー曲をサツキが歌唱した

### 2025年
- 3月5日、水花公式Xアカウントにて『水花』の商標登録が完了したと報告　商標権者はサツキの会社である莎月事務所株式会社
- 3月5日、サツキが6月14日のライブを最後に水花の卒業、プロデューサーを引退する事、併せて追加メンバーの募集を水花公式Xアカウントにて告知した
- 4月17日、追加メンバーの募集が終了したことを水花公式Xアカウントにて告知した
- 4月20日、出演したライブで新曲をお披露目（この時点では題名未確定）。7月に台湾遠征することも告知した
- 4月25日、水花公式Xアカウントにて会場側の都合により台湾公演出演が延期となったことを告知した
- 5月4日、水花主催るり生誕祭『Lust for Life 2025』を開催
- 5月10日、出演した対バンライブで新曲『消えない煌めき』をお披露目
- 5月15日、出演した対バンライブで新曲『Liberatio』をお披露目
- 5月20日、水花公式Xアカウントにて6/14のサツキ卒業公演の詳細の告知および、新メンバーの名前が『リオン』であることを発表した
- 5月25日、出演した対バンライブで新曲『Resurrection』、『Dancing with storms』をお披露目
- 5月30日、6/14に新曲『イザヴェルの風』の初演の告知とプレビュー動画を水花公式Xアカウントにて公開
- 5月31日、水花公式Xアカウントにて6/14に3rdアルバム『哲学』をリリース、先行で6/7から各種配信サイトで配信開始と告知
- 6月1日、水花公式Xアカウントにて新メンバー『リオン』のプロフィールを公開した
- 6月7日、3rdアルバム『哲学』の先行配信が各種配信サイトで開始
- 6月14日、水花主催サツキ卒業公演『水花の地下室Vol.2 Reunion』（昼の部）、『わたしの愛する音楽祭２』（夜の部）を開催、新曲『イザヴェルの風』『未来への花束』をお披露目、新メンバーリオンが加入しサツキが卒業した
- 6月22日、新体制初の対バンライブに出演
- 6月29日、水花公式Xアカウントにて6月30日でリオンが脱退することを告知した
- 6月30日、リオンが脱退

## ディスコグラフィー

### アルバム
| # | タイトル | 発売日         | 規格品番  | 備考                                                                      |
| - | -------- | -------------- | --------- | ------------------------------------------------------------------------- |
| 1 | 概 念    | 2020年12月12日 | SUIK-0001 | 音楽配信サイトで先行配信(2020.11.21)、CDは1stワンマンライブにてリリース   |
| 2 | 縁       | 2022年4月16日  | SUIK-0002 | CDは同日開催のレコ発ライブにてリリース、音楽配信サイトでも同日配信開始    |
| 3 | 総集編   | 2024年8月3日   | SUIK-0008 | CDは同日開催の4周年記念ライブにてリリース、音楽配信サイトでも同日配信開始 |
| 4 | 哲学     | 2025年6月14日  | SUIK-0009 | CDは同日開催のサツキ卒業公演にてリリース、音楽配信サイトで6/7に先行配信   |

### EP
| # | タイトル    | 発売日         | 規格品番  | 備考 |
| - | ----------- | -------------- | --------- | --- |
| 1 | 暁 月       | 2022年7月23日  | SUIK-0003 | CDは同日開催のレコ発ライブにてリリース、音楽配信サイトでも同日配信開始 |
| 2 | 特別編 第一 | 2022年10月30日 | SUIK-0004 | CDは同日開催の音楽イベントM3にて頒布開始、音楽配信サイトでも同日配信開始 既存曲のサヴァイヴ、Precious Daysをサツキ、長尾千尋、のんの3人体制で新たにレコーディングを行った音源 |
| 3 | 特別編 第二 | 2023年10月29日 | SUIK-0006 | CDは同日開催の音楽イベントM3にて頒布開始 既存曲の心の地下室、as it isをサツキ、長尾千尋、のんの3人体制で新たにレコーディングを行った音源                                      |
| 4 | 特別編 第三 | 2024年4月29日  | SUIK-0007 | CDは同日開催の音楽イベントM3にて頒布開始 既存曲の最果ての雨、世界はまだ私たちに適応してくれないをサツキ、長尾千尋、のん、るりの4人体制で新たにレコーディングを行った音源      |

### その他
| # | タイトル                               | 発売日         | 規格品番  | 備考 |
| - | -------------------------------------- | -------------- | --------- | --- |
| 1 | サマーシャワーの約束/Super Alien       | 2021年11月28日 | -         | 音楽配信サイトのみでの提供 サツキ、長尾千尋 2人での歌唱版                                                                                         |
| 2 | 幾千の焔 千紫万紅の刻/サツキ育ち       | 2022年3月18日  | -         | 同日に開催された春のPurple祭り!にて頒布された |
| 3 | サマーシャワーの約束 2022.3.19 Edition | 2022年3月19日  | -         | 新メンバーのんのデビュー日に合わせてのんの声を入れて急遽レコーディングして作成されたCD                                                            |
| 4 | すいか育ち                             | 2024年3月3日   | SUIK-3291 | 水花のスピンオフユニット『いかすい』のファーストシングルで『サツキ育ち2024』『千尋育て』『のん育て』を収録 むらさきひろふみが作編曲を手掛けている |

### 収録曲

#### 概　念 (SUIK-001)
| #         | タイトル                                             | 作詞      | 作曲      | 編曲      | 時間  |
| --------- | ---------------------------------------------------- | --------- | --------- | --------- | ----- |
| 1.        | 「世界はまだ私たちに適応してくれない」               | SisA      | Tatsh     | Tatsh     | 5:00  |
| 2.        | 「サヴァイヴ」                                       | SisA      | Tatsh     | Tatsh     | 5:05  |
| 3.        | 「最果ての雨」                                       | SisA      | Tatsh     | Tatsh     | 5:23  |
| 4.        | 「as it is」                                         | SisA      | Tatsh     | Tatsh     | 3:30  |
| 5.        | 「Shelter (inst)」                                   | -         | Tatsh     | Tatsh     | 1:36  |
| 6.        | 「心の地下室」                                       | SisA      | Tatsh     | Tatsh     | 4:55  |
| 7.        | 「Precious Days」                                    | SisA      | Tatsh     | Tatsh     | 5:11  |
| 8.        | 「世界はまだ私たちに適応してくれない 〜off Vocal〜」 | SisA      | Tatsh     | Tatsh     | 4:59  |
| 9.        | 「サヴァイヴ 〜off Vocal〜」                         | -         | Tatsh     | Tatsh     | 5:05  |
| 10.       | 「最果ての雨 〜off Vocal〜」                         | -         | Tatsh     | Tatsh     | 5:23  |
| 11.       | 「as it is 〜off Vocal〜」                           | -         | Tatsh     | Tatsh     | 3:30  |
| 12.       | 「心の地下室 〜off Vocal〜」                         | -         | Tatsh     | Tatsh     | 4:55  |
| 13.       | 「Precious Days 〜off Vocal〜」                      | -         | Tatsh     | Tatsh     | 5:11  |
| 14.       | 「最果ての雨 〜Original Version」                    | SisA      | Tatsh     | Tatsh     | 5:24  |
| 合計時間: | 合計時間:                                            | 合計時間: | 合計時間: | 合計時間: | 65:07 |

#### 縁 (SUIK-002)
| #         | タイトル                               | 作詞      | 作曲             | 編曲             | 時間  |
| --------- | -------------------------------------- | --------- | ---------------- | ---------------- | ----- |
| 1.        | 「Super Alien」                        | サツキ    | むらさきひろふみ | むらさきひろふみ | 5:31  |
| 2.        | 「導〜しるべ〜」                       | 長尾千尋  | むらさきひろふみ | むらさきひろふみ | 4:23  |
| 3.        | 「Amaryllis」                          | サツキ    | むらさきひろふみ | むらさきひろふみ | 4:36  |
| 4.        | 「ルールブルーの空」                   | サツキ    | むらさきひろふみ | むらさきひろふみ | 4:46  |
| 5.        | 「Rの想ひ (inst)」                     | -         | むらさきひろふみ | むらさきひろふみ | 4:18  |
| 6.        | 「サマーシャワーの約束 〜2022ver〜」   | さつき    | むらさきひろふみ | むらさきひろふみ | 4:56  |
| 7.        | 「Super Alien 〜off Vocal〜」          | -         | むらさきひろふみ | むらさきひろふみ | 5:31  |
| 8.        | 「導〜しるべ〜 〜off Vocal〜」         | -         | むらさきひろふみ | むらさきひろふみ | 4:22  |
| 9.        | 「Amaryllis 〜off Vocal〜」            | -         | むらさきひろふみ | むらさきひろふみ | 4:36  |
| 10.       | 「ルールブルーの空 〜off Vocal〜」     | -         | むらさきひろふみ | むらさきひろふみ | 4:51  |
| 11.       | 「サマーシャワーの約束 〜off Vocal〜」 | -         | むらさきひろふみ | むらさきひろふみ | 4:54  |
| 合計時間: | 合計時間:                              | 合計時間: | 合計時間:        | 合計時間:        | 52:44 |

#### 総集編 (SUIK-008)
| #         | タイトル                              | 作詞      | 作曲             | 編曲             | 時間  |
| --------- | ------------------------------------- | --------- | ---------------- | ---------------- | ----- |
| 1.        | 「Eternal Moon 2024ver」              | SisA      | Tatsh            | Tatsh            | 4:07  |
| 2.        | 「Super Alien 2024ver」               | サツキ    | むらさきひろふみ | むらさきひろふみ | 5:33  |
| 3.        | 「最果ての雨 2024ver」                | SisA      | Tatsh            | Tatsh            | 5:27  |
| 4.        | 「サヴァイヴ 2024ver」                | SisA      | Tatsh            | Tatsh            | 5:05  |
| 5.        | 「Amaryllis 2024ver」                 | サツキ    | むらさきひろふみ | むらさきひろふみ | 4:34  |
| 6.        | 「心の地下室 2024ver」                | SisA      | Tatsh            | Tatsh            | 5:02  |
| 7.        | 「サマーシャワーの約束 2024ver」      | サツキ    | むらさきひろふみ | むらさきひろふみ | 4:57  |
| 8.        | 「Eternal Moon 2024ver Inst」         | -         | Tatsh            | Tatsh            | 4:07  |
| 9.        | 「Super Alien 2024ver Inst」          | -         | むらさきひろふみ | むらさきひろふみ | 5:33  |
| 10.       | 「最果ての雨 2024ver Inst」           | -         | Tatsh            | Tatsh            | 5:27  |
| 11.       | 「サヴァイヴ 2024ver Inst」           | -         | Tatsh            | Tatsh            | 5:05  |
| 12.       | 「Amaryllis 2024ver Inst」            | -         | むらさきひろふみ | むらさきひろふみ | 4:34  |
| 13.       | 「心の地下室 2024ver Inst」           | -         | Tatsh            | Tatsh            | 5:02  |
| 14.       | 「サマーシャワーの約束 2024ver Inst」 | -         | むらさきひろふみ | むらさきひろふみ | 4:57  |
| 合計時間: | 合計時間:                             | 合計時間: | 合計時間:        | 合計時間:        | 69:30 |

#### 哲学 (SUIK-009)
| #         | タイトル                               | 作詞      | 作曲             | 編曲             | 時間  |
| --------- | -------------------------------------- | --------- | ---------------- | ---------------- | ----- |
| 1.        | 「Resurrection」                       | サツキ    | bermei.inazawa   | bermei.inazawa   | 4:01  |
| 2.        | 「Dancing with storms」                | サツキ    | むらさきひろふみ | むらさきひろふみ | 4:39  |
| 3.        | 「フィロソフィア」                     | SisA      | Tatsh            | Tatsh            | 4:12  |
| 4.        | 「Sailing!」                           | サツキ    | むらさきひろふみ | むらさきひろふみ | 4:26  |
| 5.        | 「イザヴェルの風」                     | サツキ    | 中潟憲雄         | 中潟憲雄         | 4:34  |
| 6.        | 「Liberatio」                          | サツキ    | むらさきひろふみ | むらさきひろふみ | 4:36  |
| 7.        | 「未来への花束」                       | SisA      | Tatsh            | Tatsh            | 4:27  |
| 8.        | 「消えない煌めき」                     | SisA      | Tatsh            | Tatsh            | 4:08  |
| 9.        | 「Resurrection (Instrumental)」        | -         | bermei.inazawa   | bermei.inazawa   | 4:01  |
| 10.       | 「Dancing with storms (Instrumental)」 | -         | むらさきひろふみ | むらさきひろふみ | 4:39  |
| 11.       | 「フィロソフィア (Instrumental)」      | -         | Tatsh            | Tatsh            | 4:12  |
| 12.       | 「Sailing! (Instrumental)」            | -         | むらさきひろふみ | むらさきひろふみ | 4:26  |
| 13.       | 「イザヴェルの風 (Instrumental)」      | -         | 中潟憲雄         | 中潟憲雄         | 4:34  |
| 14.       | 「Liberatio (Instrumental)」           | -         | むらさきひろふみ | むらさきひろふみ | 4:36  |
| 15.       | 「未来への花束 (Instrumental)」        | -         | Tatsh            | Tatsh            | 4:27  |
| 16.       | 「消えない煌めき (Instrumental)」      | -         | Tatsh            | Tatsh            | 4:08  |
| 合計時間: | 合計時間:                              | 合計時間: | 合計時間:        | 合計時間:        | 70:06 |

#### 暁 月 (SUIK-003)
| #         | タイトル                   | 作詞      | 作曲      | 編曲      | 時間  |
| --------- | -------------------------- | --------- | --------- | --------- | ----- |
| 1.        | 「Eternal Moon」           | SisA      | Tatsh     | Tatsh     | 4:03  |
| 2.        | 「After Rain」             | SisA      | Tatsh     | Tatsh     | 4:37  |
| 3.        | 「DAYBREAK」               | SisA      | Tatsh     | Tatsh     | 5:31  |
| 4.        | 「Eternal Moon off vocal」 | -         | Tatsh     | Tatsh     | 4:03  |
| 5.        | 「After Rain off vocal」   | -         | Tatsh     | Tatsh     | 4:37  |
| 6.        | 「DAYBREAK off vocal」     | -         | Tatsh     | Tatsh     | 5:31  |
| 合計時間: | 合計時間:                  | 合計時間: | 合計時間: | 合計時間: | 28:22 |

#### 特別編第一 (SUIK-004)
| #         | タイトル                   | 作詞      | 作曲      | 編曲      | 時間  |
| --------- | -------------------------- | --------- | --------- | --------- | ----- |
| 1.        | 「サヴァイヴ 2022 ver」    | SisA      | Tatsh     | Tatsh     | 5:06  |
| 2.        | 「Precious Days 2022 ver」 | SisA      | Tatsh     | Tatsh     | 5:09  |
| 3.        | 「サヴァイヴ Karaoke」     | -         | Tatsh     | Tatsh     | 5:05  |
| 4.        | 「Precious Days Karaoke」  | -         | Tatsh     | Tatsh     | 5:10  |
| 合計時間: | 合計時間:                  | 合計時間: | 合計時間: | 合計時間: | 20:30 |

#### 特別編第二 (SUIK-006)
| #         | タイトル               | 作詞      | 作曲      | 編曲      | 時間  |
| --------- | ---------------------- | --------- | --------- | --------- | ----- |
| 1.        | 「心の地下室」         | SisA      | Tatsh     | Tatsh     | 4:55  |
| 2.        | 「as it is」           | SisA      | Tatsh     | Tatsh     | 3:30  |
| 3.        | 「心の地下室 Karaoke」 | -         | Tatsh     | Tatsh     | 4:55  |
| 4.        | 「as it is」           | -         | Tatsh     | Tatsh     | 3:30  |
| 合計時間: | 合計時間:              | 合計時間: | 合計時間: | 合計時間: | 16:50 |

#### 特別編第三 (SUIK-007)
| #         | タイトル                                       | 作詞      | 作曲      | 編曲      | 時間  |
| --------- | ---------------------------------------------- | --------- | --------- | --------- | ----- |
| 1.        | 「最果ての雨」                                 | SisA      | Tatsh     | Tatsh     | 5:30  |
| 2.        | 「世界はまだ私たちに適応してくれない」         | SisA      | Tatsh     | Tatsh     | 5:02  |
| 3.        | 「最果ての雨 Karaoke」                         | -         | Tatsh     | Tatsh     | 5:29  |
| 4.        | 「世界はまだ私たちに適応してくれない Karaoke」 | -         | Tatsh     | Tatsh     | 5:00  |
| 合計時間: | 合計時間:                                      | 合計時間: | 合計時間: | 合計時間: | 21:01 |

## ライブ
| No.              | 日程             | タイトル                                                                           | 会場                                 | 備考 |
| 2020年           | 2020年           | 2020年                                                                             | 2020年                               | 2020年 |
| プレデビュー期間 | プレデビュー期間 | プレデビュー期間                                                                   | プレデビュー期間                     | プレデビュー期間 |
| ---------------- | ---------------- | ---------------------------------------------------------------------------------- | ------------------------------------ | --- |
| 1                | 9月27日          | GIRLS LIVE PARK Vol.90                                                             | 池袋 Live inn Rosa                   | サツキ、長尾千尋、七瀬翔夏、凛子の4人でステージデビュー |
| 2                | 9月30日          | 本命!アイドルライブ                                                                | 横浜 1000Club                        | |
| 3                | 10月16日         | LOFT X TOURZ                                                                       | 新高円寺 loft x                      | |
| 4                | 10月25日         | はぴはぴ海老名 VOL.156                                                             | 海老名 ビナウォーク                  | |
| 5                | 10月31日         | Tandem                                                                             | 新高円寺 loft x                      | |
| 6                | 11月1日          | アイドル第七世代                                                                   | 新高円寺 loft x                      | |
| 7                | 11月8日          | IDOL SCRAMBLE                                                                      | 渋谷 Club Malcolm                    | |
| 8                | 11月15日         | Girl's Gate Holyday                                                                | 初台 Doors                           | |
| デビュー         |                  |                                                                                    |                                      | |
| 9                | 12月12日         | 第一章・月花咲く処 （水花主催）                                                    | 青山月見ル君想フ                     | 正式デビュー 1stワンマンライブ |
| 10               | 12月24日         | Rail On No.1 Christmas Special                                                     | 新宿 NineSpice                       | |
| 11               | 12月26日         | やぎぬまホールツアー 〜10000〜                                                     | 王子 北とぴあ                        | |
| 2021年           |                  |                                                                                    |                                      | |
| 12               | 2月28日          | See You on the Other Side                                                          | 渋谷 nagomix                         | ※サツキが入院中の為、長尾千尋、七瀬翔夏、凛子で出演 |
| 13               | 3月7日           | 帰ってきた高架線姉妹                                                               | 浅草橋 マンホール                    | ※サツキが入院中の為、長尾千尋、七瀬翔夏、凛子で出演 |
| 14               | 3月28日 昼       | Tandem                                                                             | 新高円寺 loft x                      | ※サツキが療養中の為、長尾千尋、七瀬翔夏、凛子で出演 |
| 15               | 3月28日 夜       | プシュケとラーガ宵待月（よいまちゆえ） 生誕の儀                                    | 渋谷 Loft Heaven                     | ※サツキが療養中の為、長尾千尋、七瀬翔夏、凛子で出演 |
| 16               | 4月17日          | iColony LIVE FLASH!3                                                               | 五反田 GOTANDAG5                     | |
| 17               | 4月18日          | midnight sun                                                                       | 新宿 SAMURAI                         | |
| 18               | 5月15日          | STEP IKEBUKURO LIVE                                                                | 池袋 リヴォイス                      | ※サツキ、長尾千尋、七瀬翔夏の3人体制初演 |
| 19               | 5月30日          | 水花の地下室 （水花主催）                                                          | 大塚 Welcomback                      | 主催ライブ バンド形式による生演奏での公演 バックバンド名はパスモ |
| 20               | 6月23日          | ギラフェス                                                                         | 五反田 GOTANDA G2                    | |
| 21               | 6月27日          | クリームソーダFes with 鈴田ねこ 〜くりーむそーだの向こうがわ〜                     | 新宿 SAMURAI                         | |
| 22               | 7月11日          | ガールズ×ガールズ×ガールズ vol.62                                                  | 巣鴨 獅子王                          | |
| 23               | 7月25日          | 7/25二丁目の夏休み。<1部>「夏休みのお嬢さん」                                      | 新宿二丁目 AiSOTOPE                  | |
| 24               | 7月31日          | ヤギヌマメイ生誕祭                                                                 | 四谷 LOTUS                           | |
| 25               | 10月17日         | 長尾千尋生誕祭2021 （水花主催）                                                    | 新宿 SAMURAI                         | 初主催対バンライブ ゲスト： ・リトルネコ ・ハチャメチャ声優ユニット STEM ※サツキ、長尾千尋の2人体制初演 |
| 26               | 11月13日         | こまちVSはやぶさ生誕祭高架線秋の大運動会2021 2部                                   | 浅草橋 マンホール                    | |
| 27               | 11月19日         | 「JOY FES」〜ややガシ かずさ生誕祭〜                                               | 秋葉原 ZEST                          | |
| 28               | 12月27日         | Submerged Special 4days (day4)                                                     | 新高円寺 loft x                      | |
| 29               | 12月30日         | ギラフェスvol.11                                                                   | 秋葉原 ShinfoniA                     | |
| 2022年           |                  |                                                                                    |                                      | |
| 30               | 1月10日          | UPSTART GIRLS FES                                                                  | 渋谷 近未来会館                      | |
| 31               | 1月11日          | Welcomeback presents "VOICE WITH HEART"                                            | 大塚 Welcomeback                     | |
| 32               | 2月1日           | 少女の見る夢。空は青く。                                                           | 渋谷 近未来会館                      | |
| 33               | 2月22日          | shinjukuSAMURAI pre.「PARTY NIGHT〜ねこの日〜」                                    | 新宿 SAMURAI                         | |
| 34               | 3月18日          | 春のPurple祭り!2022〜2年ぶりにDr.Purple参上! 好きな曲やるぞ! あの企画も復活か??〜  | 大塚 Welcomeback                     | |
| 35               | 3月19日          | のん生誕祭2022御披露目公演 （水花主催）                                            | 新宿 SAMURAI                         | 主催対バンライブ ゲスト： ・七海こなみ ・Adorable Monster ※サツキ、長尾千尋、のんの新3人体制初演 |
| 36               | 3月29日          | shinjukuSAMURAI pre.「Nice to meet you!」                                          | 新宿 SAMURAI                         | |
| 37               | 4月16日          | 水花主催レコ発記念ライブ「縁」 （水花主催）                                        | 吉祥寺 STAR PINE'S CAFE              | 主催対バンライブ ゲスト： ・ラストクエスチョン ・絵恋ちゃん スペシャルゲスト： ・桃井はるこ |
| 38               | 4月19日          | shinjukuSAMURAI pre.「チャオ!」                                                    | 新宿 SAMURAI                         | 無料生配信が行われ、1日のみアーカイブ視聴可能なライブ |
| 39               | 5月18日          | Welcomeback presents "flower"                                                      | 大塚 Welcomeback                     | |
| 40               | 5月28日          | Otani pre.【Music has no borders vol.27】                                          | 赤坂 navey floor                     | |
| 41               | 6月11日          | セカイベフェス Vol.3                                                               | 渋谷 DAIA                            | |
| 42               | 6月18日          | トルネコバザール Vol.1                                                             | 新宿 SAMURAI                         | |
| 43               | 6月19日          | 第二章・夜明ノ花 （水花主催）                                                      | 青山月見ル君想フ                     | 2ndワンマンライブ |
| 44               | 6月24日          | Welcomeback presents COMING!!                                                      | 大塚 Welcomback                      | |
| 45               | 7月5日           | REVE                                                                               | 六本木 unravel Tokyo                 | |
| 46               | 7月10日          | Otani pre.【Girls Spirits vol.18】                                                 | 赤坂 navey floor                     | |
| 47               | 7月12日          | shinjukuSAMURAI pre.「チャオ!」                                                    | 新宿 SAMURAI                         | 無料生配信が行われ、1日のみアーカイブ視聴可能なライブ |
| 48               | 7月17日          | 菖蒲ル子×ごんぬ×勿忘うた Advanceリリース記念東名阪ツアー「Advance -東京編-」       | 新宿 SAMURAI                         | |
| 49               | 7月23日          | 水花主催レコ発記念ライブ「暁月」 （水花主催）                                      | 吉祥寺 STAR PINE'S CAFE              | 主催対バンライブ ゲスト： ・八月ちゃん ・XOXO EXTREME ・澤みのり ・savage genius ・星野奏子 |
| 50               | 8月3日           | Welcomeback presents SUMMER RUSH                                                   | 大塚 Welcomback                      | |
| 51               | 8月7日           | 水花二周年主催LIVE2022 （水花主催）                                                | 赤坂 navey floor                     | 主催対バンライブ ゲスト： ・リトルネコ ・MASK OF GODDESS ・エレファンク庭 |
| 52               | 8月18日          | Grooove                                                                            | 六本木 unravel Tokyo                 | |
| 53               | 8月27日          | shinjukuSAMURAI pre.「PARTY NIGHT〜SAMURAIで夏祭り〜」                             | 新宿 SAMURAI                         | ※サツキが入院中の為、長尾千尋、のんで出演 |
| 54               | 9月8日           | shinjukuSAMURAI pre.『Nice to meet you!』                                          | 新宿 SAMURAI                         | ※サツキが入院中の為、長尾千尋、のんで出演 |
| 55               | 9月10日          | 軌条あさま生誕祭 あさまちゃんのおたんじょうびかい 1部                              | 新宿 HOLIDAY SHINJUKU                | ※サツキが退院直後の為、長尾千尋、のんで出演 |
| 56               | 9月18日          | さつきとサツキの誕生祭2022 （水花主催）                                            | 赤坂 navey floor                     | 主催対バンライブ ゲスト： ・松山あおい ・トイトニック 特別ユニット： ・長のん県 ※長尾千尋とのんのユニット |
| 57               | 9月29日          | Galpo! Live Show Vol.14                                                            | 原宿 RUIDO                           | ※サツキが入院中の為、長尾千尋、のんで出演 |
| 58               | 10月2日          | 長尾千尋生誕祭2022 （水花主催）                                                    | 新宿 SAMURAI                         | 主催対バンライブ ゲスト： ・MASK OF GODDESS ・おはよう！もきゅれーしょん 特別ユニット： ・長のん県 ※長尾千尋とのんのユニット ・さつないのん ※のんソロ |
| 59               | 10月8日          | GORILLA FESTIVAL 〜炎〜                                                            | 金沢 What'S Up                       | 水花初遠征 昼2ステージ、夜2ステージの計4ステージに出演した |
| 60               | 10月14日         | Welcomeback presents FLOWER                                                        | 大塚 Welcomback                      | ※のんが韓国イベント出演で不在の為、サツキと長尾千尋で出演 |
| 61               | 10月18日         | shinjukuSAMURAI pre.『Nice to meet you!』                                          | 新宿 SAMURAI                         | 無料生配信が行われ、1日のみアーカイブ視聴可能なライブ |
| 62               | 10月29日         | アルティメットハロウィン2022 in 新宿 Day1                                          | バトゥール東京                       | |
| 63               | 11月10日         | Welcome back presents AUTOMAN RUSH                                                 | 大塚 Welcomback                      | |
| 64               | 11月12日 昼      | レクレドールコレクション2022AW                                                     | ベルエポック原宿校舎                 | |
| 65               | 11月12日 夜      | こまち・はやぶさ生誕祭〜高架線 秋の生徒会長戦〜 2部                                | GOTANDA G3                           | |
| 66               | 11月15日         | shinjukuSAMURAI pre. 『Nice to meet you!』                                         | 新宿 SAMURAI                         | 無料生配信が行われ、1日のみアーカイブ視聴可能なライブ |
| 67               | 11月19日         | 七海こなみ4周年 生誕記念ライブ 1部                                                 | 大塚Hearts+                          | |
| 68               | 11月27日         | ガールズ×ガールズ×ガールズvol.189                                                  | 渋谷CLUB ROSSO                       | |
| 69               | 12月3日          | Biiitches×水花 2MAN LIVE 水花 （水花とBiiitchesの共同主催）                        | 赤坂 navey floor                     | |
| 70               | 12月7日          | ハピコレ!!vol.412                                                                  | 赤坂 navey floor                     | |
| 2023年           |                  |                                                                                    |                                      | |
| 71               | 1月7日           | shinjukuSAMURAI pre.『PARTY NIGHT〜ニューイヤーパーティー〜』                      | 新宿 SAMURAI                         | 水花での出演に加え、踊ってみた歌ってみたステージに長尾千尋、のんがそれぞれソロで出演した |
| 72               | 1月25日          | Welcome back pre.『COMING!!』                                                      | 大塚 Welcomback                      | |
| 73               | 1月27日          | #ガルスピ vol.6                                                                    | 赤坂 navey floor                     | |
| 74               | 1月29日          | Dr. Purple 生誕 60 周年！Kwanreki で感激！大感謝祭開催！                           | 大塚 Welcomback                      | クロックワークナイト 〜ペパルーチョの大冒険〜、ザ・スーパー忍II、ああ播磨灘等の作曲や水花にも楽曲提供をしている元セガの むらさきひろふみ（村崎弘史） 主催のライブ                                                                                              |
| 75               | 2月10日          | shinjukuSAMURAI pre.『Nice to meet you !』                                         | 新宿 SAMURAI                         | |
| 76               | 2月12日          | MAC 〜Music And Chocolate〜                                                        | 中目黒 SPARK JOY                     | |
| 77               | 2月24日          | Welcome back pre.『WINTER RUSH』                                                   | 大塚 Welcomback                      | |
| 78               | 2月26日          | 水花2.5周年主催『繋』 （水花主催）                                                 | 吉祥寺 STAR PINE'S CAFE              | 主催対バンライブ ゲスト： ・リトルネコ ・七森スイナ ・七海こなみ 1人水花： ・のん（サヴァイヴ） ・長尾千尋（DAYBREAK） ・サツキ（Precious Days） |
| 79               | 3月8日           | Riot Grrrl!! vol.2                                                                 | 赤坂 navey floor                     | |
| 80               | 3月17日          | Welcome back pre.『はるかぜSPARK!!』                                               | 大塚 Welcomback                      | |
| 81               | 3月19日          | ♡ HAPPY WHITE NON DAY ♡ suika NON birthDay・1st anniversary party （水花主催）     | 新宿 SAMURAI                         | 主催対バンライブ ゲスト： ・まり、いな（蒼猫いな）、あすか（猫宮あすか）、まりあ（コラボステージ） ・エレファンク庭 ・Biiitches ・れんてつ 特別ユニット： ・長いも ※サツキと長尾千尋のユニット ・いかすい（水花）                                              |
| 82               | 3月21日          | 【千葉テレビ『チアアップ★インディーズ』収録ライブ】                                | 中目黒 SPARK JOY                     | |
| 83               | 4月14日          | トルネコバザール vol.3                                                             | 新宿 SAMURAI                         | |
| 84               | 4月15日          | AdorableMonster初主催＆生誕祭LIVE『monSTER PARTY』                                 | 新宿 SAMURAI                         | |
| 85               | 5月4日           | ゆきみあみ&立花なこ W主催ライブイベント 『～ねえねえ幸せ半分こしよ？～』           | 西川口 Galaxy                        | |
| 86               | 5月6日           | ハナアラシ ～鈴蘭の巻～                                                            | 柏 ThumbUp                           | |
| 87               | 5月7日           | パワースポット結びvol.10 〜Luna(くるむ)生誕祭〜                                    | 神田明神ホール                       | |
| 88               | 6月8日           | Ambivalent Vol.6                                                                   | 赤坂 navey floor                     | |
| 89               | 6月11日          | ハナアラシ ～薔薇の巻～                                                            | 柏 ThumbUp                           | |
| 90               | 6月19日          | Welcome back presents.『FAVE!!』                                                   | 大塚 Welcomback                      | |
| 91               | 6月20日          | 小倉もなか卒業式〜ズッ友だよ！！〜                                                 | 新高円寺 loft x                      | ※のんが欠席、サツキと長尾千尋で出演 |
| 92               | 7月3日           | Grooove                                                                            | 六本木 unravel Tokyo                 | |
| 93               | 7月17日          | Hop!Step!!Idol!!!Vol.9                                                             | 柏 ライブハウス柏04                  | |
| 94               | 7月18日          | REVE                                                                               | 六本木 unravel Tokyo                 | |
| 95               | 7月24日          | Ambivalent Vol.8                                                                   | 赤坂 navey floor                     | |
| 96               | 7月26日          | 眠好ぬぬ主催「眠好愛想生誕祭」                                                     | 新宿 HEAD POWER                      | ※のんが欠席、サツキと長尾千尋で出演 |
| 97               | 8月7日           | OTONARI VOL.8                                                                      | 六本木 unravel Tokyo                 | |
| 98               | 8月10日          | eDen定期公演 Message Vol.2                                                         | 渋谷 CHELSEA HOTEL                   | |
| 99               | 8月14日          | #感ロヂフェス ～今後も出来そうだよvol.2～                                          | 新宿 SAMURAI                         | ※サツキとのんが欠席、長尾千尋がソロで出演 |
| 100              | 8月21日          | shinjukuSAMURAI pre.「Nice to meet you!」                                          | 新宿 SAMURAI                         | |
| 101              | 8月27日          | ときわ台Cave presents「一体感‼️」                                                  | ときわ台 Cave                        | |
| 102              | 9月2日           | navey floor pre. 「Ambivalent -Final Magic-」                                      | 赤坂 navey floor                     | ※サツキが欠席、長尾千尋・のんの2人で出演 |
| 103              | 9月3日           | ハナアラシ 〜金木犀の巻〜                                                          | 柏 ThumbUp                           | |
| 104              | 9月16日          | キミ推しフェスvol.57                                                               | 五反田 GOTANDAG6                     | ※サツキと長尾千尋が欠席、のんがソロ出演 |
| 105              | 9月17日          | Hop!Step!!Idol!!!Vol.10                                                            | 柏 ThumbUp                           | ※サツキと長尾千尋が欠席、のんがソロ出演 |
| 106              | 9月21日          | ときわ台Cave presents「一体感‼️」                                                  | ときわ台 Cave                        | ※長尾千尋とのんが欠席、サツキがソロ出演 |
| 107              | 9月30日          | わたしの愛する音楽祭 （水花主催）                                                  | 六本木 unravel Tokyo                 | 主催対バンライブ ゲスト： ・いとうかなこ ・大河内美紗 ・星野奏子 ・芭須萌-PASUMO |
| 108              | 10月1日 昼       | 千葉テレビ収録連動LIVE「GIRLS,BE,HIGHER SELF」                                     | 中目黒 SPARK JOY                     | |
| 109              | 10月1日 夜       | Narciss Presents「-sweet devil-」                                                  | 浦和 Narciss                         | ※長尾千尋が欠席、サツキとのんの2人で出演 |
| 110              | 10月7日          | Grateful Live                                                                      | 栃木 足利ライブハウス大使館          | ※長尾千尋が欠席、サツキとのんの2人で出演 |
| 111              | 10月14日         | MultiPlanetStage〜秋祭り2023〜                                                     | 新宿 HEAD POWER                      | |
| 112              | 10月28日         | 長尾千尋生誕祭"Show Time" （水花主催）                                             | 新宿 SAMURAI                         | 主催対バンライブ ゲスト： ・れんてつ ・月森楓 ・Biiitches |
| 113              | 11月1日          | 青春群像 vol.2                                                                     | 赤坂 navey floor                     | ※のんが欠席、サツキと長尾千尋の2人で出演 |
| 114              | 11月11日         | 高架線はやぶさ生誕祭 夢の世界へようこそ                                            | 五反田 GOTANDAG6                     | ※のんが欠席、サツキと長尾千尋の2人で出演 |
| 115              | 11月12日         | SOUND EXPLOSION                                                                    | 柏 ThumbUp                           | ※のんが欠席、サツキと長尾千尋の2人で出演 |
| 116              | 11月18日         | 七海こなみ生誕&5周年&7thシングルレコ発ライブ 第２部                                | 新宿 planet planet                   | ※のんが欠席、サツキと長尾千尋の2人で出演 |
| 117              | 11月25日         | Tokyo Girls Connection 特別編 3MAN LIVE！                                          | ときわ台 Cave                        | ※のんが欠席、サツキと長尾千尋の2人で出演 |
| 118              | 12月2日          | 『HADOアイドルウォーズ2ndシーズン』DAY5 LIVEステージ                               | HADO ARENA 台場                      | ※のんが欠席、サツキと長尾千尋の2人で出演 |
| 119              | 12月20日         | ときわ台Cave 2023年大忘年会SP Day2                                                 | ときわ台 Cave                        | ※のんが欠席、サツキと長尾千尋の2人で出演 |
| 2024年           |                  |                                                                                    |                                      | |
| 120              | 1月13日          | PARTY NIGHT〜NEW YEAR PARTY 2024 〜                                                | 新宿 SAMURAI                         | ※水花ではなく「いかすい」として出演しカバー曲を4曲歌唱した |
| 121              | 1月20日          | 『B.S FES』 Biiitches×水花 共同主催）                                              | 韓国ソウル DGT art center            | 出演： ・水花 ・Biiitches ・大河内美紗 ・그 여름날, 우리는 ・CLiTZ ・LuciDreaM |
| 122              | 1月27日          | FUN!FUN!FUN!                                                                       | 柏616                                | |
| 123              | 2月10日          | 松原みずき主催『優越感マウント爆上げPARTY Vol.4』 Aiμデビューライブ〜輪廻転生〜    | 新宿 club SCIENCE                    | |
| 124              | 3月3日           | 💜sulka non birthday・2nd anniversary live 💜 『HAPPY USAGI NON DAY』 （水花主催） | 赤坂 navey floor                     | 主催対バンライブ ゲスト： ・三ツ星オリオン ・エレエネ ・Biiitches ・mellow life ・ぼ～んず（水花：長尾千尋、のん、Biiitches：MALIN の特別ユニット） ・まり、いな（蒼猫いな）、あすか（猫宮あすか）、まりあ（コラボステージ） 特別ユニット： ・いかすい（水花） |
| 125              | 3月9日           | JUSTICE FESTIVAL ～物事が変わるのは一瞬だ～                                        | 中目黒 SPARK JOY                     | 3人体制（サツキ、長尾千尋、のん）での最終出演ライブ |
| 126              | 4月7日           | SUIKA FES Vol.1&2 -RURI DEBUT LIVE-                                                | CHIC HALL SHIBUYA                    | 主催対バンライブ ゲスト：DAY ・沖縄電子少女彩 ・Colorpointe ・寿々木ここね ・電影と少年CQ ・MANACLE ゲスト：NIGHT ・yesAND ・My Little Devil |
| 127              | 4月19日          | 青春群像 vol.9                                                                     | 赤坂 navey floor                     | |
| 128              | 4月20日          | こどもみらいフェスタ Inやしお                                                      | 八潮市 やしお駅前公園                | 昼と夕方の2ステージに出演 |
| 129              | 4月28日          | CAVE MUSIC MUSEUM                                                                  | ときわ台 Cave                        | |
| 130              | 5月4日           | Tribu presents MORE                                                                | 渋谷 MILKYWAY                        | |
| 131              | 5月5日           | JUSTICE FESTIVAL 33th withday anniversary                                          | 中目黒 SPARK JOY                     | |
| 132              | 5月25日          | 水花るり生誕祭『Lust for Life』 （水花主催）                                       | 青山月見ル君想フ                     | 主催対バンライブ ゲスト： ・松原みずき ・松永天馬（アーバンギャルド） ・芭須萌-PASUMO ※るりソロパート、水花の演奏 |
| 133              | 6月2日           | ときわ台CAVE 7周年感謝祭 day.1〜Music×Comedy 友情のタッグバトル〜                  | ときわ台 Cave                        | |
| 134              | 6月8日           | Kawaiiiiii Extreme OSAKA Basement Circuit Ep.2 DAY1                                | 心斎橋 MUSE BOX                      | 昼と夜のステージに出演 |
| 135              | 6月9日           | Kawaiiiiii Extreme OSAKA Basement Circuit Ep.2 DAY2                                | 心斎橋 JUZA                          | 昼ステージに出演 |
| 136              | 6月23日          | MORNING 4MAN LIVE                                                                  | 四谷 LOTUS                           | |
| 137              | 7月1日           | OTONARI                                                                            | 六本木 unravel Tokyo                 | ※のんが欠席、サツキ、長尾千尋、るりの3人で出演 |
| 138              | 7月7日           | SUIKA FES Vol.3 - LEGEND'S STAGE （水花主催）                                      | 吉祥寺 STAR PINE'S CAFE              | 主催対バンライブ ゲスト： ・彩音 ・いとうかなこ ・星野奏子 ・桃井はるこ |
| 139              | 7月14日          | ぼくがすき！ vol.34                                                                | 渋谷 DESEO mini with VV              | |
| 140              | 7月18日          | TOKYO GIRLS CONNECTION                                                             | 渋谷 star lounge                     | ※のんが欠席、サツキ、長尾千尋、るりの3人で出演 |
| 141              | 7月21日          | CLOUD NINE Vol.116                                                                 | 西永福JAM                            | ※のんが欠席、サツキ、長尾千尋、るりの3人で出演 |
| 142              | 7月28日          | SUNDAY SUNDAE                                                                      | 新宿 SAMURAI                         | ※のんが欠席、サツキ、長尾千尋、るりの3人で出演 |
| 143              | 7月29日          | OTONARI                                                                            | 六本木 unravel Tokyo                 | ※のんが欠席、サツキ、長尾千尋、るりの3人で出演 |
| 144              | 8月3日           | SUIKA FES Vol.4 - 4th Anniversary - （水花主催）                                   | 柏 ThumbUp                           | 主催対バンライブ ゲスト： ・八月ちゃん ・はる陽。 ・henrytennis ・覇我亜怒女子学園 ・芭須萌-PASUMO ※水花のバックバンド ※のん休養中、サツキ、長尾千尋、るりの3人で出演                                                                                          |
| 145              | 8月10日          | Tribu presents MORE                                                                | 西永福JAM                            | ※のん休養中、サツキ、長尾千尋、るりの3人で出演 |
| 146              | 8月12日          | NAKAJI FESTIVAL今日は飲んで潰れてもいいじゃん？SP                                  | ときわ台 Cave                        | ※のん休養中、サツキ、長尾千尋、るりの3人で出演 |
| 147              | 8月13日          | 感ロヂフェス2024 Vol.3                                                             | 新宿 motion                          | ※のん休養中、サツキ、長尾千尋、るりの3人で出演 |
| 148              | 9月6日           | 251 presents Love to you! vol.2                                                    | 下北沢 CLUB251                       | ※のん休養中、サツキ、長尾千尋、るりの3人で出演 |
| 149              | 9月8日           | ぼくがすき！ vol.38                                                                | 渋谷 DESEO mini with VV              | ※のん卒業 |
| 150              | 9月13日          | Grooove                                                                            | 六本木 unravel Tokyo                 | |
| 151              | 9月15日          | さつき主催 『さつき会議復刊号』                                                    | 六本木 unravel Tokyo                 | ゲスト： ・芭須萌-PASUMO ※水花のバックバンド |
| 152              | 9月17日          | PARTY NIGHT〜十五夜〜                                                              | 新宿 SAMURAI                         | |
| 153              | 9月28日          | SHIBUYAネクストカルチャーズ                                                        | 渋谷 DESEO                           | |
| 154              | 10月14日         | TOY PARTY 2024 ～ 森下歩美 生誕祭 ～                                               | 中目黒 SPARK JOY                     | |
| 155              | 10月19日         | 長尾千尋生誕『Daydreaming』 （水花主催）                                           | 下北沢 MOSAiC                        | 主催対バンライブ ゲスト： ・MARINA ・狂い咲けセンターロード |
| 156              | 10月23日         | OTONARI Vol.22                                                                     | 六本木 unravel Tokyo                 | |
| 157              | 10月26日         | JUGS MAFIA 松原みずき生誕祭2024『狂遊迷宮ランド』                                  | 新宿 club SCIENCE                    | |
| 158              | 10月31日         | TOKYO GIRLS CONNECTION 〜特別編 4マンライブ ハロウィンパーティーSP〜               | 日本橋 PACMAN                        | |
| 159              | 11月2日          | MIC RAW RUGA 定期公演 HIGH-HO vol.107                                              | 下北沢 ERA                           | |
| 160              | 11月9日          | SHIBUYAネクストカルチャーズ                                                        | 渋谷 DESEO                           | |
| 161              | 11月10日         | 覇我亜怒女子学園ITOGA（Dr）生誕祭イトフェス                                        | 柏 ThumbUp                           | |
| 162              | 11月30日         | 水花3rd ワンマンLIVE『哲学』 （水花主催）                                          | 青山月見ル君想フ                     | |
| 163              | 12月7日          | リトルネコ新メンバーお披露目ライブ                                                 | 新宿 SAMURAI                         | ※サツキが欠席、長尾千尋、るりの2人で出演 |
| 164              | 12月11日         | TOKYO GIRLS CONNECTION 〜4th anniversary大感謝祭SP〜                               | 渋谷 DAIA                            | |
| 165              | 12月12日         | Tribu presents Deep Thursday 2                                                     | 大塚Hearts+                          | |
| 166              | 12月15日         | 月森楓生誕祭 1部                                                                   | 秋葉原 Galaxy                        | |
| 167              | 12月28日         | 水花の地下室 vol.2 （水花主催）                                                    | ときわ台 Cave                        | 主催ライブ バンド形式による生演奏での公演 バンド：芭須萌-PASUMO ※長尾千尋、るりが病欠の為、サツキがソロで出演 |
| 2025年           |                  |                                                                                    |                                      | |
| 168              | 1月18日          | ネクストカルチャーズサーキット                                                     | 渋谷 DESEO mini with VV              | |
| 169              | 1月25日          | MIC RAW RUGA 定期公演 HIGH-HO vol.112                                              | 下北沢 ERA                           | |
| 170              | 1月31日          | コバルトブルーは白昼夢 新体制1周年記念公演「シン・夢うつつサミット」               | 新宿 SAMURAI                         | |
| 171              | 2月8日           | Kashiwa Idol Supre Sounds                                                          | 柏616                                | |
| 172              | 2月16日          | カンロヂ37Sence天色めいこ生誕祭                                                    | 新宿 ACE                             | |
| 173              | 2月17日          | TOKYO GIRLS CONNECTION VALENTINE SP                                                | 渋谷 star lounge                     | |
| 174              | 2月24日          | MIC RAW RUGA 定期公演 HIGH-HO vol.114                                              | 下北沢 ERA                           | |
| 175              | 3月15日          | Gothic Dolls                                                                       | 池袋 Lavis                           | |
| 176              | 3月23日          | Tribu presents SUN 3                                                               | 西永福JAM                            | |
| 177              | 3月29日          | Narciss Presents「Beasts of the Forest」                                           | 浦和 Narciss                         | |
| 178              | 4月2日           | OTONARI vol.26                                                                     | 六本木 unravel Tokyo                 | |
| 179              | 4月4日           | Cave Music Museum〜2025年度始動SP 3日目〜                                          | ときわ台 Cave                        | |
| 180              | 4月5日           | 濱口ハンナ生誕祭2025 VICTORIA HANNA                                                | 目黒 鹿鳴館                          | |
| 181              | 4月13日          | shinjukuSAMURAI pre.「HOMEROOM」                                                   | 新宿 SAMURAI                         | |
| 182              | 4月20日          | THE ORGANICS pre.深海の雨音 vol.31-SPECIAL-                                        | 新高円寺 loft x                      | |
| 183              | 5月4日           | るり生誕『Lust for Life 2025』 （水花主催）                                        | 六本木 unravel Tokyo                 | 主催対バンライブ ゲスト： ・fazeer era ・水槽とクレマチス |
| 184              | 5月10日          | LIVE with YOU!! 〜薄明かりん生誕祭〜                                               | 上野広小路 異世界アイドルシアター    | |
| 185              | 5月14日          | Cave Music Museum 〜2025年度始動SP 最終日〜                                        | ときわ台 Cave                        | |
| 186              | 5月15日          | Tribu presents Deep Thursday 2                                                     | 大塚Hearts+                          | |
| 187              | 5月25日          | Tribu presents sonance                                                             | 西永福JAM                            | |
| 188              | 6月1日           | ネクストカルチャーズ                                                               | 渋谷 DESEO                           | |
| 189              | 6月7日           | ネクストカルチャーズ-妃髙みねあ生誕祭-                                             | 渋谷 DESEO                           | |
| 190              | 6月9日           | Cave Music Museum 〜ときわ台Cave 8周年 感謝祭4日目！〜                             | ときわ台 Cave                        | |
| 191              | 6月14日          | 水花の地下室Vol.2 Reunion (昼の部) わたしの愛する音楽祭２ (夜の部)                 | 西永福JAM                            | 主催対バンライブ ゲスト(昼の部)： ・芭須萌-PASUMO（バックバンド） ゲスト(夜の部)： ・MASK OF GODDESS ・れんてつ ・MIC RAW RUGA |
| 192              | 6月22日          | 深海の雨音vol.35                                                                   | 新高円寺 loft x                      | |
| 193              | 7月5日           | 深海の雨音 vol.36                                                                  | 新高円寺 loft x                      | |
| 194              | 7月6日           | 「ITO Fesへの道のり〜夏の宵〜」                                                    | 柏616                                | |
| 195              | 7月7日           | れんてつ『新衣装お披露目、七夕に株主様に感謝の気持ちを込めて』                     | 秋葉原アキバステラキューブ           | |
| 196              | 7月9日           | カレイドスコープ                                                                   | 下北沢近道                           | |
| 197              | 7月11日          | PINK VIBES vol.5                                                                   | 新宿 club SCIENCE                    | |
| 198              | 7月13日          | 深海の雨音 vol.37                                                                  | 新高円寺 loft x                      | |
| 199              | 7月15日          | GIRLS! GIRLS! RELATION! Vol.58                                                     | 渋谷star lounge                      | |
| 200              | 7月27日          | Minimum Festival vol.2〜夏の宴〜                                                   | 代々木ミューズホール音楽院本館ホール | |

## その他、出演・メディア等

### テレビ
- 2023年4月20日 チバテレビ チアアップ★インディーズK
- 2023年10月19日 チバテレビ チアアップ★インディーズK

### ラジオ
- 2021年4月8日～2022年3月24日 下北FM(88.8Mhz)の毎月第2、第4木曜日レギュラーコーナーとして『水花、スイッチオフ』というタイトルで出演
- 2022年2月24日 SKYWAVE FM(89.2Mhz)の番組『コッシー・まひろの日々是好日』に作曲家のむらさきひろふみとともにゲスト出演 1回目
- 2022年4月14日 SKYWAVE FM(89.2Mhz)の番組『コッシー・まひろの日々是好日』に作曲家のむらさきひろふみとともにゲスト出演 2回目
- 2022年4月14日〜2023年3月23日 下北FM(88.8Mhz)の毎月第2、第4木曜日レギュラーコーナーとして『水花Pの活動報告』というタイトルでサツキのみ出演

### ARスポーツ
- 2021年6月9日 HADO アイドルウォーズ Sec.20 に長尾千尋と七瀬翔夏で出場したが初戦敗退

| 対戦相手              | 1本目スコア | 2本目スコア | 3本目スコア | TOTALスコア |
| --------------------- | ----------- | ----------- | ----------- | ----------- |
| 民族ハッピー組 (初戦) | 4-1         | 4-3         | 6-3         | 14-7(水花)  |

- 2022年3月22日 HADO アイドルウォーズ Sec.72[20] に長尾千尋とのんで出場し優勝した

| 対戦相手                  | 1本目スコア | 2本目スコア | 3本目スコア | TOTALスコア |
| ------------------------- | ----------- | ----------- | ----------- | ----------- |
| IDOLATER (初戦)           | 4-2         | 3-4         | 1-3         | 8-9(水花)   |
| アフィシャナドゥ (決勝戦) | 5-4         | 3-6         | 5-6         | 13-16(水花) |

優勝チームは宣伝動画を配信できる事になっていて水花はライブ動画の「サマーシャワーの約束」を使用した

### ゲーム
- 2022年5月19日 Nintendo Switch用ソフト「焔龍聖拳シャオメイ」 (株式会社ピクセル)のCVを一部担当：サツキ（タイトルコール、マー）長尾千尋（ヤン、フェイヤオファ）[21]
- 2022年12月8日 Nintendo Switch用ソフト「ホーギーヒューwithフレンズ＋焔龍聖拳シャオメイ」 (株式会社ピクセル)の「焔龍聖拳シャオメイ」の方に参加[22][注 11]
- 2023年12月29日 MD/MD互換機用ソフト「焔龍聖拳シャオメイ」[23][注 12]

### Webメディア
- 2020年11月20日 muevo voice 水花　多面的個性で築く強固なオリジナリティ[24]
- 2022年5月27日 ガルポ! 水花アンケート・インタビュー　サツキ編[25]
- 2022年5月28日 ガルポ! 水花アンケート・インタビュー　長尾千尋編[26]
- 2022年5月29日 ガルポ! 水花アンケート・インタビュー　のん編[27]
- 2022年6月16日 【ライブレポート】『セカイべフェス Vol.3 ～モテ肌チェンジで “トキメキ”! ～ supported by MAZARAN』：水花[28]
- 2022年6月16日 ガルポ! 『セカイべフェス Vol.3 ～モテ肌チェンジで "トキメキ"! ～ supported by MAZARAN』第一部レポート[29]
- 2022年6月19日 ガルポ! 水花ワンマン公演レポート[30]
- 2022年9月29日 ガルポ! 「Galpo! Live Show Vol.14」水花　ライブレポート[31]
- 2023年10月4日 ガルポ! 水花サツキ生誕イベント『わたしの愛する音楽祭』レポート[32]
- 2024年4月13日 ガルポ! 水花　主催イベント『SUIKA FES Vol.1&2-RURI DEBUT LIVE-』ライブレポート　第1 部（沖縄電子少女彩・Colorpointe・寿々木ここね編）[33]
- 2024年4月13日 ガルポ! 水花　主催イベント『SUIKA FES Vol.1&2-RURI DEBUT LIVE-』ライブレポート　第1 部（電影と少年CQ・MANACLE・水花編）[34]
- 2024年4月15日 水花 主催公演『SUIKA FES Vol.1&2-RURI DEBUT LIVE-』第２部ライブレポート！！！：水花[35]
- 2024年4月27日 ガルポ! 水花　アンケート・インタビュー[36]
- 2024年12月19日 ガルポ! それもまた、水花の考える「哲学」だ。「水花3rd ワンマンLIVE『哲学』」公演レポート!!![37]